# Eupithecia lantoscata
Eupithecia lantoscata là một loài bướm đêm trong họ Geometridae.